# Keisatsu-chō
Die Keisatsu-chō (jap. 警察庁, „Polizeibehörde“; engl. National Police Agency, „nationale Polizeibehörde“, NPA) ist eine Behörde der japanischen Zentralregierung zur Koordination und Organisation der 47 Präfekturpolizeien.
Sie untersteht der Nationalen Kommission für Öffentliche Sicherheit und liegt damit direkt im Zuständigkeitsbereich des Premierministers, nicht eines Ministeriums, entzieht sich aber auch dessen direktem Zugriff. Die Behörde ist für die Koordination und Organisation des japanischen Polizeiwesens insgesamt zuständig, unter anderem für Ausrüstung, Ausbildung und Kriminalstatistik. Außerdem übernimmt sie in Katastrophenfällen das Kommando über Präfekturpolizeien und koordiniert präfekturübergreifende oder internationale Operationen z. B. gegen organisiertes Verbrechen, hat aber im Normalfall keine operationellen Aufgaben. Sie entstand 1954 auf Grundlage des neuen Polizeigesetzes, das die vorher in der Besatzungszeit stark dezentralisierte, mehrgliedrige, teilweise kommunale Polizeiorganisation wieder stärker zentralisierte und in Präfekturpolizeien bündelte.
Der Behördenleiter (chōkan, engl. "Commissioner General") wird von der Kommission für Öffentliche Sicherheit mit Zustimmung des Premierministers ernannt. Ihm unterstehen ein Stellvertreter (jichō), das Sekretariat (kambō), die fünf Sachabteilungen der Behörde und die sieben Regionalbüros, die jeweils mehrere Präfekturpolizeien koordinieren und z. B. über je eine regionale Polizeischule verfügen. Die Präfekturpolizeien von Hokkaidō und Tokio sind keinem Regionalbüro zugeordnet, zu diesen unterhält die nationale Polizeibehörde Verbindungsbüros (tsūshin-bu). Außerdem sind der Polizeibehörde die Polizeihochschule (keisatsu daigakkō engl. National Police Academy) in Fuchū, das Hauptquartier der Palastpolizei (kōgū keisatsu hombu, engl. Imperial Guard Headquarters) in Chiyoda und das wissenschaftliche Polizeiforschungsinstitut (kagaku keisatsu kenkyūjo, engl. National Research Institute of Police Science) in Kashiwa zugeordnet.
Im April 2012 hatte die Behörde 7.736 Mitarbeiter, darunter 892 in der Polizei des Kaiserpalastes und 2.070 Polizisten, und verfügte im Fiskaljahr 2011 über ein Budget von rund 312 Mrd. Yen (etwa 3 Mrd. Euro), von dem rund ein Viertel als direkte Zuschüsse an die Präfekturpolizeien weitergeleitet und ein weiteres Viertel für Ausrüstung, Kommunikation und Anlagen verwendet wurde, zum Teil ebenfalls für die Präfekturpolizeien. Zum Vergleich: Die 47 Präfekturpolizeien hatten insgesamt 285.723 Mitarbeiter, davon rund 90 % Polizisten, und Budgets von zusammen 2,68 Billionen Yen (etwa 26 Mrd. Euro), zu über 80 % Personalausgaben.
Der 23. Behördenleiter ist seit 2011 Yutaka Katagiri.